# Краљевска капела Свети Петар у ланцима
Краљевска капела Свети Петар у ланцима (енгл. Chapel Royal of St. Peter ad Vincula) је црква у склопу тврђаве Лондон тауер.
Капела је изграђена 1520. године за време краља Хенрија VIII, али капела на њеном месту је могла да постоји још од времена пре норманског освајања Енглеске.
Капелино име се односи на затвореништво Светог Петра, те је капела посвећена особама затвореним и погубљеним у тврђави Лондон тауер. Међу најславнијим лицима сахрањеним у овој капели су две енглеске краљице, рођаке Ана Болен и Катарина Хауард, обе супруге краља Хенрија VIII којима је он наредио погубљење. У капели је сахрањена и леди Џејн Греј, за коју неки сматрају да је наследила Едварда VI и владала као енглеска монархиња девет дана пре него ју је свргнула и погубила Марија I. У капели су сахрањена и два свеца Римокатоличке цркве: Томас Мор и Џон Фишер, који су погубљени јер нису желели да признају Хенрија VIII за врховног поглавара Цркве Енглеске.